# Daniel Brottier
Daniel Brottier (ur. 7 września 1876 w La Ferté-Saint-Cyr, zm. 28 lutego 1936 w Paryżu) – francuski misjonarz ze Zgromadzenia Ducha Świętego, błogosławiony Kościoła katolickiego.

## Życiorys
Już w młodości postanowił zostać księdzem. Mając 10 lat, przyjął pierwszą Komunię Św. Rok później wstąpił do niższego seminarium duchownego Zgromadzenia Świętego Ducha. Był misjonarzem w Afryce, a także kapelanem w czasie I wojny światowej. Za swoją działalność został odznaczony Legią Honorową i francuskim krzyżem wojennym. Pracował też w sierocińcu.
Zmarł w opinii świętości. 25 listopada 1984 roku został beatyfikowany przez Jana Pawła II.